# Санкт-Маргретен
Санкт-Маргретен (нем. St. Margrethen) — коммуна в Швейцарии, в кантоне Санкт-Галлен.
Входит в состав округа Рейнталь. Население составляет 5338 человек (на 31 декабря 2006 года). Официальный код — 3236.